# 608
608 (DCVIII) fue un año bisiesto comenzado en lunes del calendario juliano, en vigor en aquella fecha.

## Acontecimientos
- 15 de septiembre: Bonifacio IV se convierte en papa.
- Eochaid sucede a Aidan MacGabhráin como rey de Dalriada.

## Arte y literatura
- Posible fecha de escritura del poema épico inglés Beowulf[cita requerida].

## Fallecimientos
- Aidan MacGabhráin, rey de Dalriada.